# Bağlarbaşı, Çine
Bağlarbaşı là một xã thuộc huyện Çine, tỉnh Aydın, Thổ Nhĩ Kỳ. Dân số thời điểm năm 2010 là 138 người.